# Linaria tristis
Linaria tristis – вид рослин родини подорожникові (Plantaginaceae).

## Опис
Багаторічна рослина. Родючі стебла до 25 (-35) см, прості або злегка розгалужені. Листя до 20×2,5 мм, від оберненоланцетовидих до лінійних. Суцвіття до 5 см при плодах. Віночок 18-27 мм, жовтуватий з прожилками. Капсула 3,5-6 мм, куляста. Насіння 2-3,2 x 1,5-2,5 мм. Цвітіння і плодоношення з березня по червень.

## Поширення
Південь Піренейського півострова, Північно-Західна Африка (Марокко, Алжир). Росте в скелястих і вапнякових пісковиках, дефіцитний на кам'янистих землях.

## Галерея

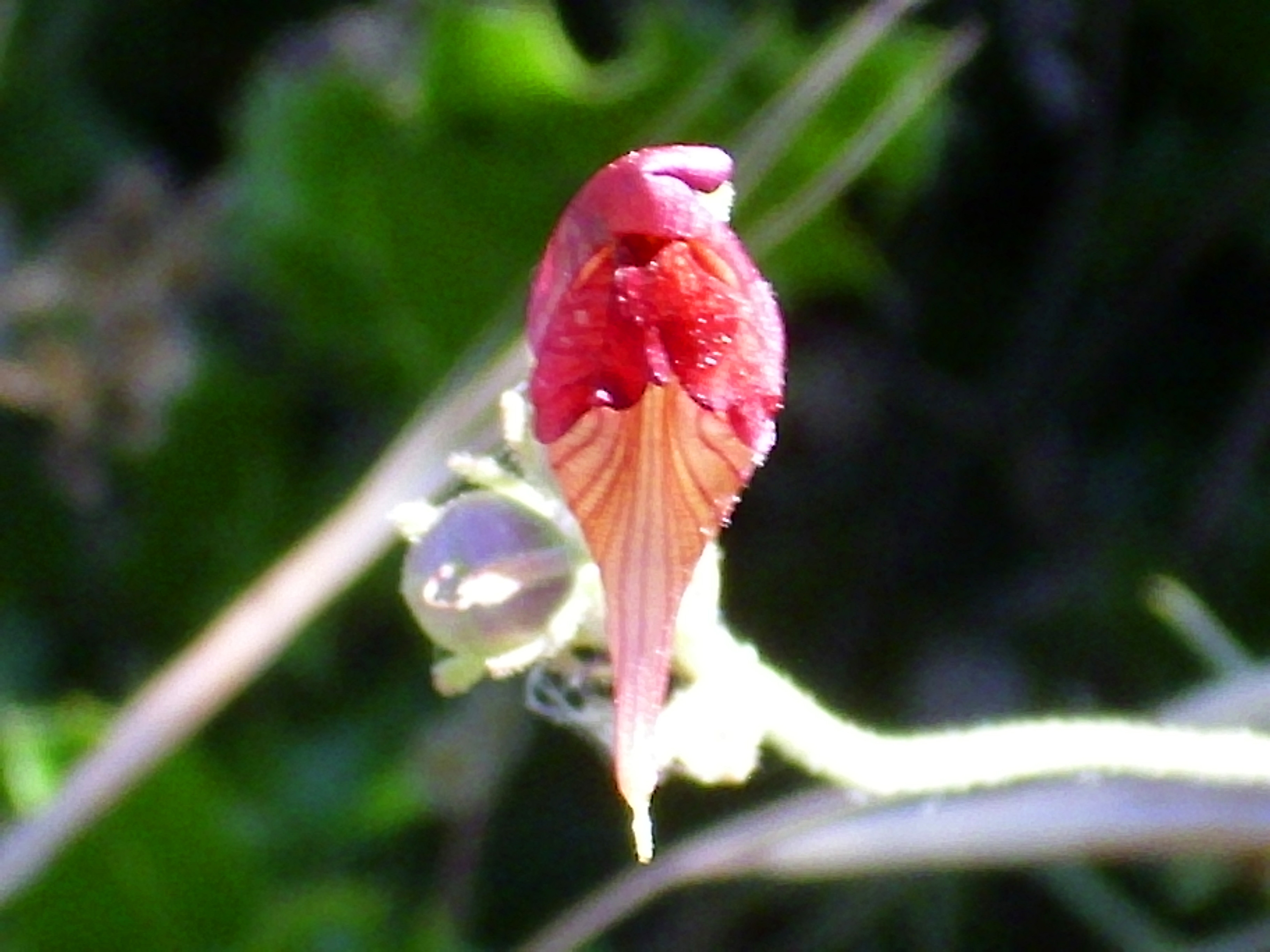